# پائولو اولیویرا
پائولو آندره رودریگز اولیویرا یا به اختصار پائولو اولیویرا (انگلیسی: Paulo Oliveira؛ زادهٔ ۸ ژانویهٔ ۱۹۹۲) بازیکن فوتبال اهل پرتغال است.
از باشگاه‌هایی که در آن بازی کرده‌است می‌توان به باشگاه فوتبال اسپورتینگ، باشگاه فوتبال پنافیل، و باشگاه فوتبال ویتوریا گیماریش اشاره کرد.
وی همچنین در تیم‌های ملی فوتبال زیر ۱۷ سال پرتغال، زیر ۱۸ سال پرتغال، زیر ۱۹ سال پرتغال، زیر ۲۰ سال پرتغال، زیر ۲۱ سال پرتغال، و پرتغال بازی کرده‌است.

## دوران ملی
اولیویرا ۴۶ بازی ملی، از جمله ۲۳ بازی برای تیم ملی فوتبال زیر ۲۱ سال پرتغال برای تیم ملی فوتبال پرتغال در سطح جوانان انجام داده‌است. او اولین بازی خود را با تیم ملی فوتبال پرتغال در ۳۱ مارس ۲۰۱۵ در تقابل با تیم ملی فوتبال کیپ ورد انجام داد.